# Cijagra (Lengkong)
Cijagra is een bestuurslaag in het regentschap Kota Bandung van de provincie West-Java, Indonesië. Cijagra telt 10.935 inwoners (volkstelling 2010).